# Huỳnh Mẫn Đạt

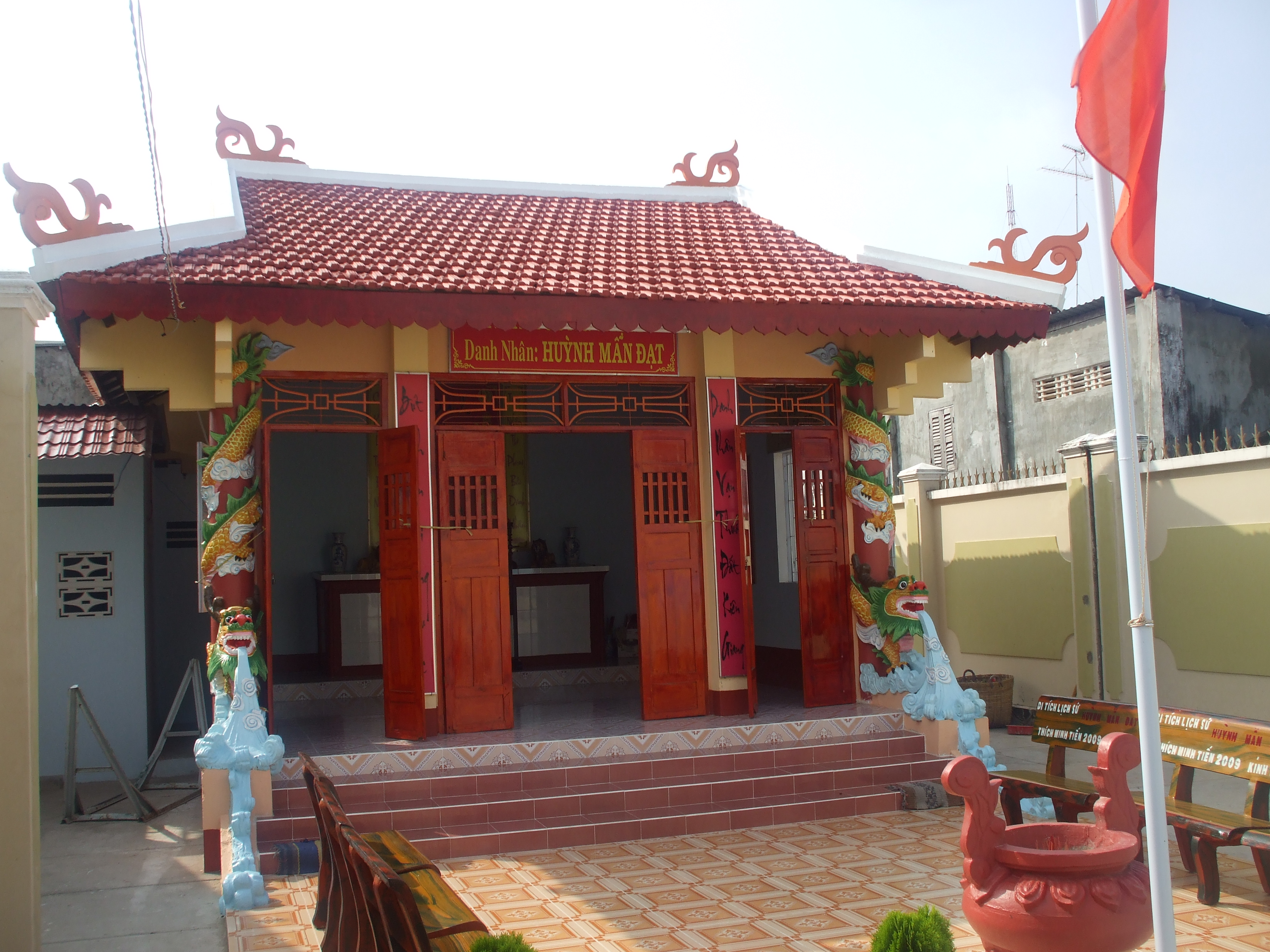
Đền thờ Huỳnh Mẫn Đạt tại thành phố Rạch Giá

Huỳnh Mẫn Đạt (黃敏達, 1807–1882), còn gọi là Tuần Phủ Đạt, là quan nhà Nguyễn và là nhà thơ ở thế kỷ 19 tại Nam Bộ, Việt Nam.

## Thân thế và sự nghiệp
Huỳnh Mẫn Đạt là người làng Tân Hội, huyện Tân Long, tỉnh Gia Định, nay là Thành phố Hồ Chí Minh.
Năm 24 tuổi, đời vua Minh Mạng, ông đỗ cử nhân khoa Tân Mão (1831) tại Gia Định. Năm Kỷ Hợi (1839), ông giữ chức Thự Ngự sử đạo Ninh Thái (tức Bắc Ninh & Thái Nguyên).
Năm Canh Tý (1840), ông được cử làm Khâm sứ, đem sắc văn đổi phong cho Ngọc Vân (con gái vua Chân Lạp đã mất là Nặc Chân), đang sống ở Gia Định. Tháng 9 cùng năm, ông nhận lệnh đến Định Tường tra xét việc Bố chính Nguyễn Đắc Trí bị thua trong trận giao tranh với nhóm nổi dậy ở thôn Xướng Ca. Sau đó, Nguyễn Đắc Trí bị giáng làm lính, Huỳnh Mẫn Đạt được nhà vua chuẩn cho lưu lại trong quân đội, để lo việc trị an. Sau đó, Thự án sát Hà Tiên là Trương Phước Cương bị tội mất chức, ông lại lên đường đến Hà Tiên, nhận chức quyền Thự Án sát Hà Tiên và quyền Tuần phủ Quan phòng. Nhân việc ông được nhận chức nên nhân dân Hà Tiên gọi ông là Tuần Phủ Đạt.
Trong một lần giao chiến với thổ phỉ tại nhánh sông Tân Trạch, ông bị trúng đạn, được vua cho về Định Tường điều trị.
Đầu năm Tân Sửu (1841), hàng ngàn người dân Khmer bất mãn nổi dậy vây đánh đồn Châu Nham (nay thuộc xã Dương Hòa huyện Kiên Lương, là xã từng thuộc huyện Hà Tiên). Hạ đồn xong, lực lượng này tràn đến đánh chiếm vùng núi Tô Châu, kịp có Thự tuần phủ Lê Quang Huyên đem binh cứu viện, nên trấn áp được.
Năm 1841, vua Minh Mạng mất, vua Thiệu Trị lên thay, sau đó lệnh cho bỏ Trấn Tây Thành, quan quân nhà Nguyễn rút về đóng ở các tỉnh An Giang, Hà Tiên. Huỳnh Mẫn Đạt tiếp tục làm quan ở Hà Tiên.
Mùa xuân năm Nhâm Dần (1842), xảy ra chiến tranh Việt Xiêm, quân Xiêm La đến cướp phá Hà Tiên. Ông cùng với các quan lại khác, chỉ huy quân chống cự mãnh liệt. Sau khi đẩy lui được quân Xiêm La, Huỳnh Mẫn Đạt được vua Thiệu Trị ban khen và cho thụ chức Viên ngoại lang. Vào mùa hạ cùng năm, ông được thực thụ lãnh Án sát sứ tỉnh Hà Tiên, và đến tháng 6 năm Giáp Thìn (1844), ông được thăng Thự Bố chính sứ tỉnh Hà Tiên.
Tháng Giêng năm Tân Hợi (1851), ông được thăng quyền Tuần phủ Hà Tiên.
Năm 1852, xảy ra vụ án ẩn lậu thuốc phiện, nhiều quan chức của tỉnh bị liên lụy, trong số đó có ông. Ông bị cách chức Tuần phủ, tám năm sau, ông mới được tha, nhưng bị chuyển làm Án sát Định Tường.
Ngày 12 tháng 4 năm 1861, quân Pháp chiếm Định Tường. Để mất thành, vua Tự Đức ra lệnh bắt giải Huỳnh Mẫn Đạt cùng với một số quan chức khác về kinh, nhưng đến tháng 11 cùng năm thì được tha, nhưng phải theo tướng Nguyễn Tri Phương và Phạm Thế Hiển vào Biên Hòa, lập công chuộc tội.
Đến khi nhà Nguyễn nhường ba tỉnh miền Đông (gồm Gia Định, Định Tường, Biên Hòa) cho Pháp, Huỳnh Mẫn Đạt lại được cử làm Tuần phủ Hà Tiên. Chẳng bao lâu sau, toàn cõi Nam Kỳ cũng vào tay Pháp hết, không hợp tác với chính quyền mới, ông cáo quan về sống tại Rạch Giá cho đến khi mất.
Theo bia mộ, Huỳnh Mẫn Đạt qua đời vào tháng 2 năm Nhâm Ngọ (tức tháng 3 năm 1882), hưởng thọ 75 tuổi.

## Tác giả và tác phẩm
Huỳnh Mẫn Đạt thích ngâm vịnh, nổi tiếng giỏi thơ Nôm ở đất Đồng Nai. Là bạn tâm giao của Bùi Hữu Nghĩa, ông đã góp phần giúp bạn hoàn thành vở tuồng Kim Thạch kỳ duyên
Trước khi quân Pháp tấn công nước Việt, Huỳnh Mẫn Đạt đã tỏ ra là một vị quan yêu dân, yêu nước. Cho nên khi Pháp lấn chiếm Nam Kỳ, ông đã nhanh chóng đứng trong hàng ngũ các nhà thơ đối kháng, mà việc góp phần vào cuộc bút chiến giữa Phan Văn Trị và Tôn Thọ Tường là một minh chứng.
Nhà văn Sơn Nam viết:
Khi thực dân đến...Ông Huỳnh Mẫn Đạt mượn lời người kỹ nữ đi tu để gởi gắm tâm tự. Về mặt xử thế ông tỏ ra minh bạch, biết vinh biết nhục... Ông an phận dưỡng nhàn, không mang tiếng chi cả, hình trạng khô ngô ốm yếu, tánh nết hiền lành, hay làm thi quốc âm, tao nhã thiệp liệp lắm, ông Tôn Thọ Tường kính ngài là bực phụ chấp...
Những bài thơ sau đây thường được truyền tụng: Cây dừa, Chó già, Mưa đêm, Trời chiều, Chiêu Quân xuất tái, Ngộ hữu, Lão Kỹ qui y... Đặc biệt là bài Điếu Nguyễn Trung Trực, vừa là một tuyệt bút, vừa là bài thơ tiêu biểu, thể hiện được khá đầy đủ nhân cách và tài thơ của ông.
| Điếu Nguyễn Trung Trực Thắng phụ nhung trường bất túc luân Đồi ba chỉ trụ ức ngư dân Hỏa hồng Nhật Tảo oanh thiên địa Kiếm bạt Kiên Giang khấp quỷ thần Nhất đán phi thường tiêu tiết nghĩa Lưỡng toàn vô úy báo quân thân Anh hùng cường cảnh phương danh thọ Tu sát đê đầu vị tử nhân. | Bản dịch của Thái Bạch: Thắng bại chi bàn việc tướng quân Người chài trụ đá khúc gian truân Lửa bừng Nhật Tảo rêm trời đất Kiếm tuốt Kiên Giang rợn quỷ thần Một sớm nhẹ mình nêu tiết nghĩa Đôi đường trọn chữ báo quân thân Anh hùng cứng cổ danh thơm mãi Lũ sống khom lưng chết thẹn dần. |

## Nơi an nghỉ

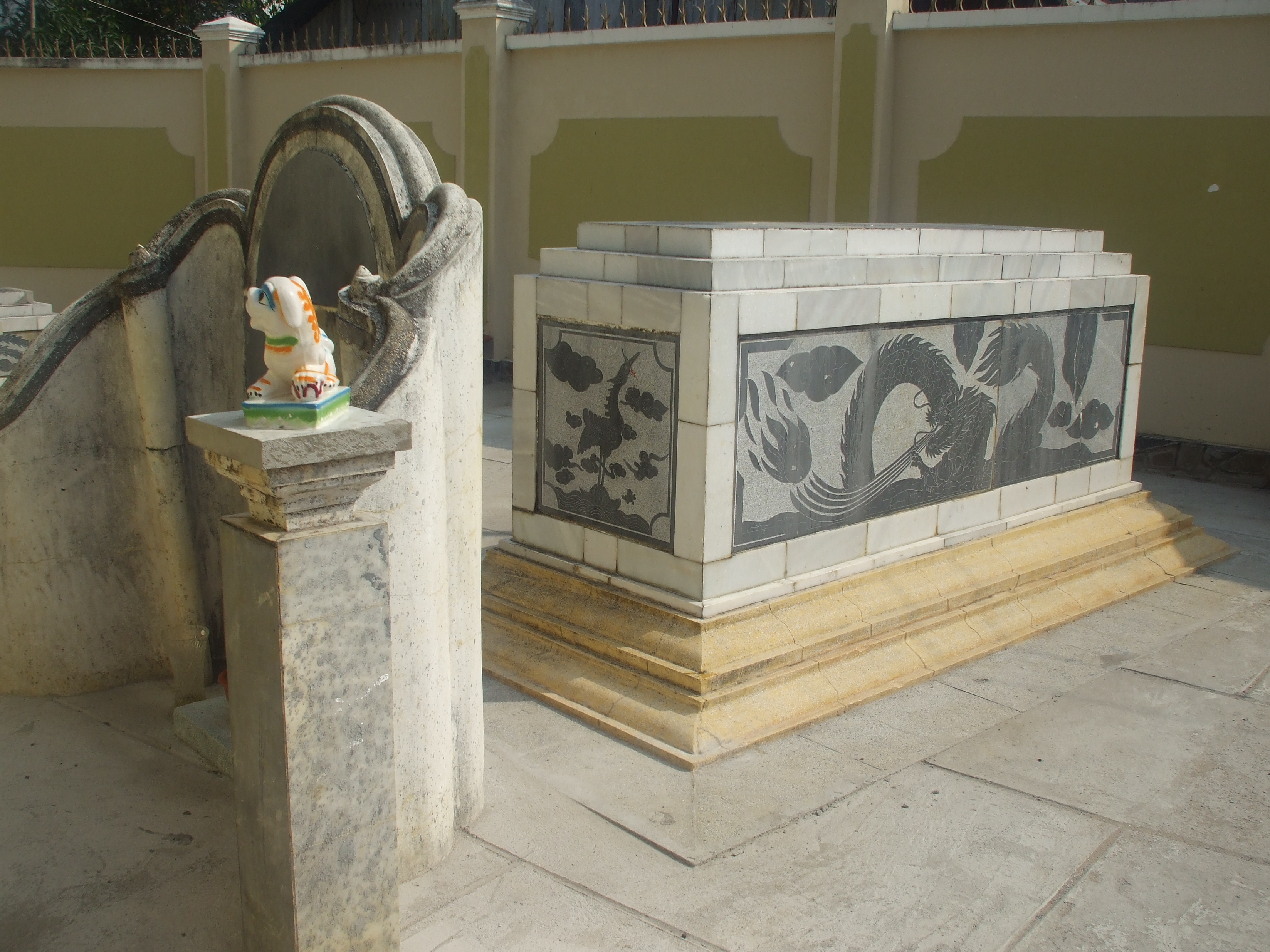
Mộ Hoàng Mẫn Đạt tại thành phố Rạch Giá

Mộ và đền thờ Huỳnh Mẫn Đạt hiện trên đường Lâm Quang Ky, phường Vĩnh Bảo, thành phố Rạch Giá (nằm giữa hai ngôi nhà số 37 và 39).
Xưa, mộ xây bằng bằng đá ong dài 2,7 m, rộng 2 m, cao 40 cm. Trong thời gian qua, khu mộ lần lượt được tu sửa: xây thêm nhà thờ, cổng vào, hàng rào và nền được tráng xi măng và ngôi mộ được cẩn gạch men thời hiện đại. Ngày 15 tháng 12 năm Mậu Tý (2008), đền thờ đã được tu sửa xong toàn diện, khang trang hơn nhờ sự đóng góp của người dân và trường Trung học phổ thông chuyên Huỳnh Mẫn Đạt (Rạch Giá). Đây là di tích lịch sử đã được Bộ Văn hóa - Thông tin Việt Nam công nhận vào ngày 20 tháng 7 năm 1994 .
Hiện nay, ở Văn xương các trong Văn Thánh Miếu Vĩnh Long, cũng có bài vị thờ ông.